# Sam Bartram
Samuel Bartram, conocido como Sam Bartram (Jarrow, Condado de Durham, Inglaterra, 22 de enero de 1914-Harpenden, Hertfordshire, 17 de julio de 1981), fue un futbolista inglés. Jugaba de portero y su único equipo fue el Charlton Athletic, del que ostenta el récord de ser el jugador con más partidos en el club.

## Biografía
Bartram solía jugar de defensa central hasta que en 1934 fue elegido para ocupar la portería ante la ausencia del resto de porteros del equipo. Fue visto por Angus Seed, hermano de Jimmy Seed, quien estaba a cargo del Charlton Athletic y necesitaba un portero. Decidieron así incorporar a Bartram al equipo.

### Incidente con la niebla

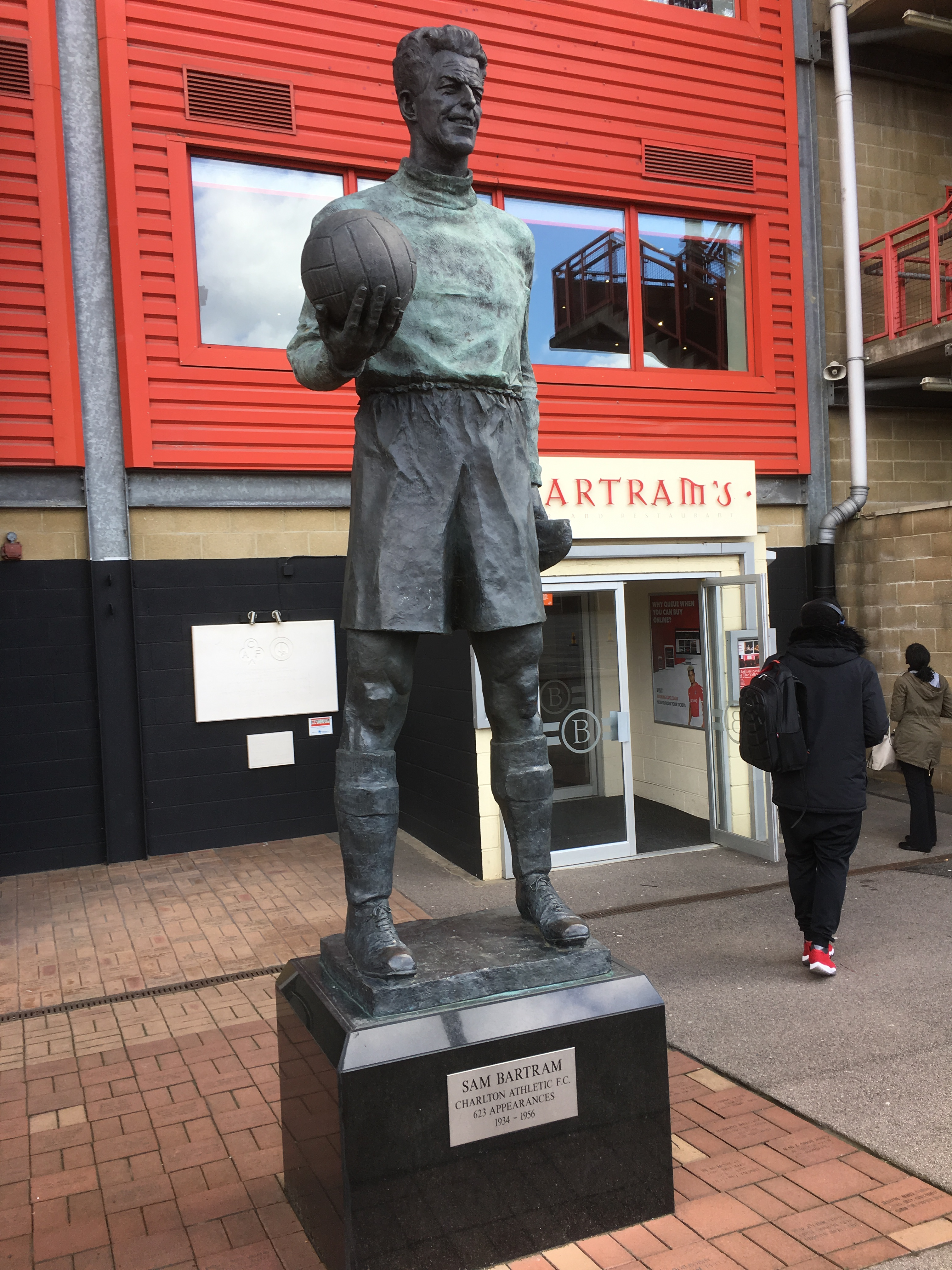
Estatua de Sam Bartram, 2009.

Bartram es conocido sobre todo por un partido jugado en un día de niebla muy espesa, hasta el punto de que prácticamente no se podía seguir el partido, por lo que fue interrumpido varias veces. A pesar de las circunstancias, el árbitro decidió comenzar la segunda parte. La niebla continuaba siendo cada vez más espesa. Bartram se encontró de repente cubriendo la portería en un inusual silencio durante un rato. Entonces vio una sombra que se acercó hacia él. Era un policía que le informó de que el partido se había suspendido quince minutos atrás. Al llegar al vestuario, a modo de broma Bartram comentó a sus compañeros: «ya me sorprendía que domináramos tanto».
A menudo se ha utilizado, por error, una foto de 1954 del portero del Arsenal Jack Kelsey para ilustrar la anécdota.

## Homenajes
- Para conmemorar el aniversario del club, en 2005 se erigió una estatua de Sam Bartram a las afueras del estadio The Valley, donde juega como local el Charlton Athletic.